# 威廉·霍爾曼·亨特

牧羊人（The Hireling Shepherd），1851年

威廉·霍爾曼·亨特，OM（William Holman Hunt，1827年4月2日—1910年9月7日），英國畫家。他是前拉斐爾派的創始人之一。

## 生平
他本來的中間名是“霍布曼”（Hobman），但他後來發現這是他在尤厄尔（Ewell）的聖瑪麗教堂洗禮時牧師拼錯了，因此改名霍爾曼。
在經過一番努力申請後，年輕的亨特終於進入了皇家藝術研究院學習。不久後他便向學院造反，在1848年組織了前拉斐爾派，和他一起的還有但丁·加百列·羅塞蒂及約翰·艾佛雷特·米萊。他們希望藉著注重對自然狀態細節的觀察，以有如宗教般的精神對事物的真相作描繪。這種宗教般的態度深受中世紀藝術在心靈上的特質所影響，並且反對自從文藝復興以來拉斐爾的理性主義。

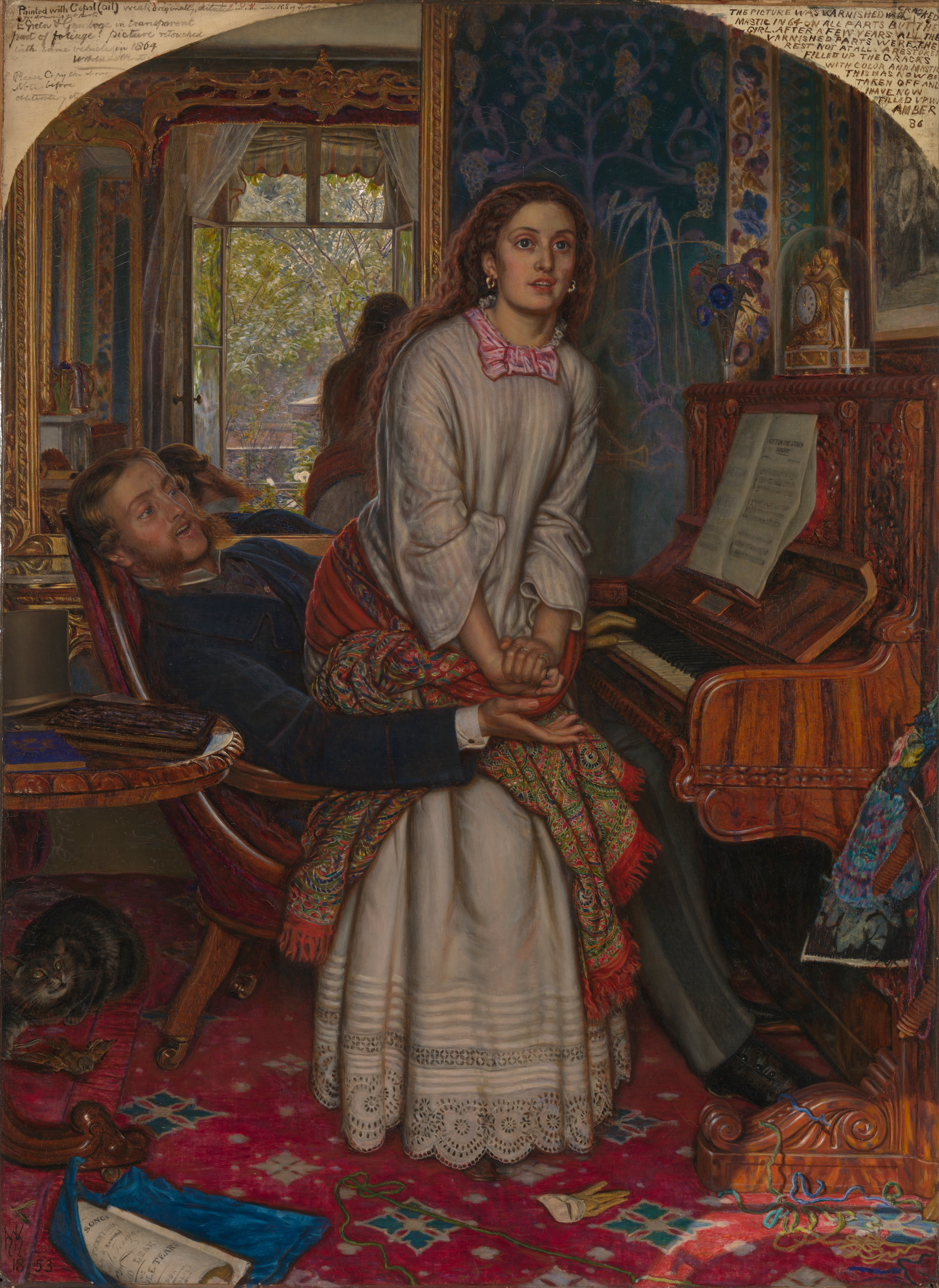
《良心觉醒》。這是維多利亞時期首幅描繪娼妓問題的畫作。一名被包養的情婦在與富家子弟彈琴作樂時，突然被窗外和炯而莊嚴的陽光所震懾而良心覺醒。

亨特的作品最初並不成功，被許多藝術界的報刊攻擊為笨拙而難看。他早期有關現代都市和鄉村生活的作品為他取得了一些知名度，例如牧羊人（The Hireling Shepherd）和《良心觉醒》。不過真正使他出名的是一些有關宗教的畫作，最初是The Light of the World，這幅畫受到極大歡迎，還被帶至美國及其他英國殖民地巡迴展覽。在他前往巴勒斯坦的基督教聖地進行地形和人種的勘查後，他畫出The Scapegoat, The Finding of the Saviour in the Temple and The Shadow of Death，以及其他許多當地的風景畫。亨特也畫了許多根基於詩詞的插畫，例如Isabella和The Lady of Shalott。
所有這些畫作都非常注重於畫中的細節，運用強烈的色彩，並在畫中佈置許多精心設計的象徵物。這些特色是被約翰·拉斯金和湯瑪斯·卡萊（Thomas Carlyle）的文章所影響的，他們主張世界本身應該被視為許多視覺的記號來解讀，而亨特覺得身為一個畫家應該有責任去顯露這些記號與事實的連結。在拉斐爾派的成員中，亨特一生都保持了他們當初所宣揚的概念。後來他由於視力惡化而不再作畫，他最後一幅作品The Lady of Shalott則是在別人協助下才完成的。
亨特結婚了兩次。在他與模特兒Annie Miller的婚約失敗後，他與Fanny Waugh結婚，以她作為Isabella的模特兒，並在她於義大利死於分娩後替她雕刻了墳墓。他第二任妻子Edith則是Fanny的妹妹，由於當時英國法律禁止與死去妻子的姊妹通婚，他們到了國外進行婚禮。這段婚姻造成他們與許多家人斷絕關係，包括Edith和Fanny的第三個妹妹Alice的丈夫—前拉斐爾派同僚托馬斯·伍爾納（Thomas Woolner）。
亨特作了他的自傳Pre-Raphaelitism and the Pre-Raphaelite Brotherhood來解釋前拉斐爾派的起源，並說明了他自身的貢獻。他許多寫作都是為了掌控有關他作品的解釋。
在1905年，爱德华七世頒給了他功績勳章。他晚年住在泰晤士河旁的小村莊Sonning直到他於1910年去世。

## 外部連結
- 55 件作品，威廉·霍爾曼·亨特，Art UK
- William Holman Hunt's The Scapegoat: Rite of Forgiveness/Transference of Blame
- Works by Holman Hunt at Birmingham Museums and Art Gallery's Pre-Raphaelite Online Resource （页面存档备份，存于）
- William Holman Hunt Collection. General Collection, Beinecke Rare Book and Manuscript Library, Yale University.
- Holman Hunt Manuscripts, John Rylands Library, University of Manchester
- Archival Material at 利兹大学图书馆